# Benedek Jenő (festő, 1939–2019)

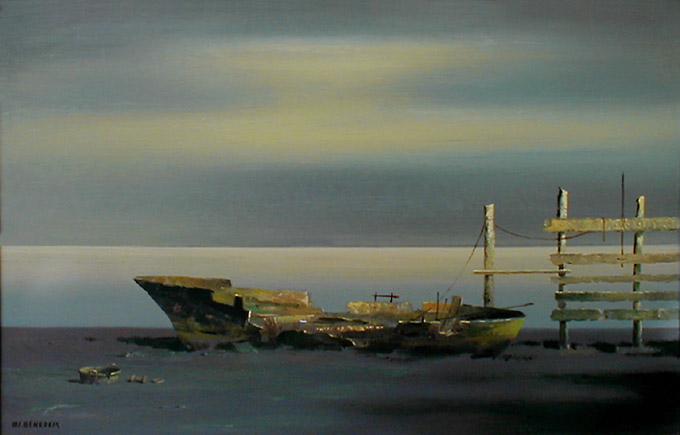
Öreg hajó, Év n., olajfestmény, 50x80 cm

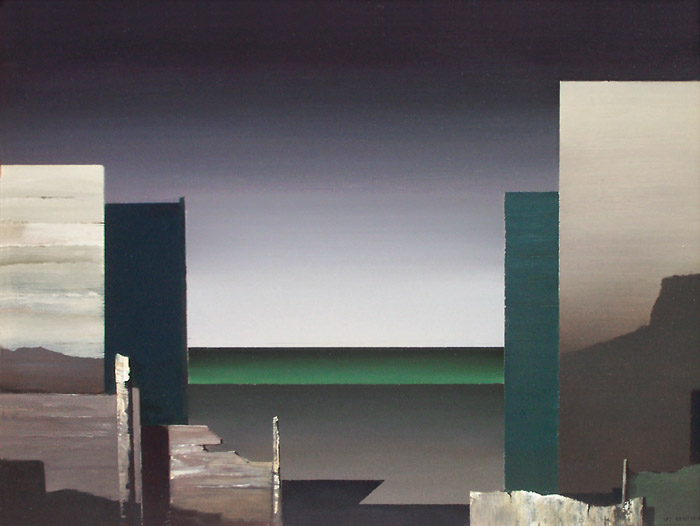
Csend, 1979, olajfestmény, 60x80 cm

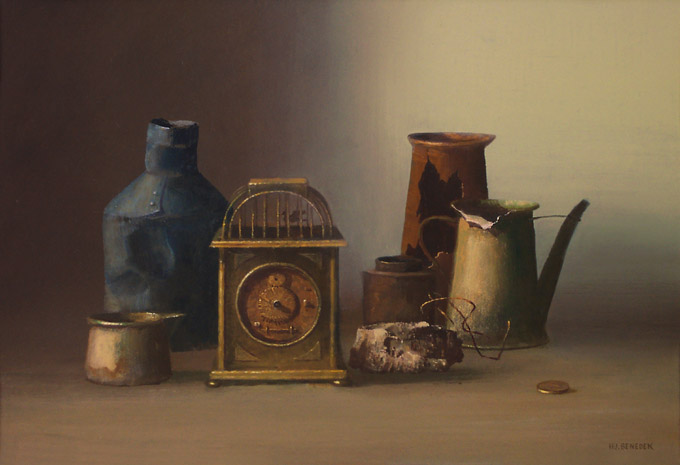
Öreg tárgyak, 1995, olajfestmény, 35x50 cm

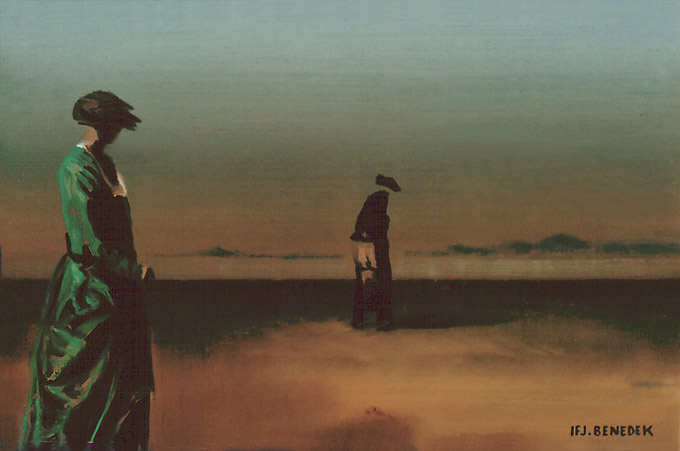
Távolodás, 1998, olajfestmény, 30x43 cm

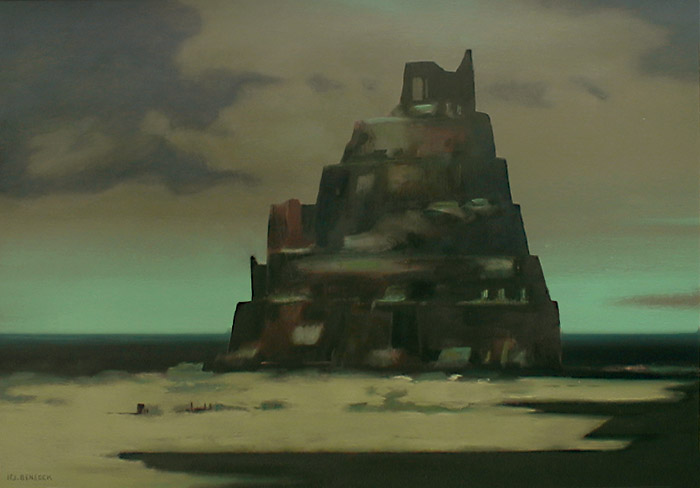
Bábel, 2000, olajfestmény, 70x100 cm

Ifjabb Benedek Jenő (Csongrád, 1939. június 13. – Budapest, 2019. augusztus 20.) festőművész.
Apja, idősebb Benedek Jenő festőművész, felesége Jánosi Katalin festőművész.

## Pályafutása
Apja, idősebb Benedek Jenő festőművész a Szolnoki Művésztelep egyik meghatározó alakja volt. Így a család Szolnokon élt, s ifjabb Benedek Jenő itt kezdte el iskolai tanulmányait. Festészetben első mestere édesapja volt. 1953-ban Budapestre költöztek. Érdeklődését és hamar jelentkező tehetségét mutatja, hogy a Képző- és Iparművészeti Gimnáziumban érettségizett 1957-ben. 
1957 és 1963 között végezte el a Képzőművészeti Főiskolát, ahol előbb Pap Gyula, majd Bernáth Aurél tanítványa volt, természetesen hatott rá az otthoni környezetben édesapja és annak művészete is. 
1963 és 1969 között a Fiatal Művészek Stúdiójának volt tagja. 1963-tól a Művészeti Alapnak, majd az abból alakult Magyar Alkotóművészek Országos Egyesületének (MAOE), 1973-tól a Magyar Képzőművészek Szövetségének tagja. 1966-tól 1977-ig egykori iskolájában, a Képző- és Iparművészeti Gimnáziumban művésztanárként dolgozott. 1970-től 1973-ig Derkovits ösztöndíjban részesült, s így e csaknem négy évet kissé gondtalanabbul szentelhette művészetének, bár a tanítást ez idő alatt sem hagyta abba. Csatlakozott az 1997-ben, Budapesten létrejött (mára már megszűnt), Új Gresham Körhöz. A Bernáth Aurél Társaság tagja. 
A főiskola elvégzése óta rendszeresen szerepelnek művei hazai és külföldi kiállításokon. 2000-ben ő volt az első magyar festő, aki díjat nyert a Nápolyban megrendezett „Italy 2000” nemzetközi kiállításon. 1953-tól 1998-ig Budapesten, majd Piliscsabán élt és dolgozott. Az utóbbi években a festészet mellett computer grafikákkal is szerepelt hazai és nemzetközi kiállításokon.
Felesége, Jánosi Katalin (1951. november 2.-) festőművész. Egy fiuk született, Benedek Imre, aki alkalmazott grafikával foglalkozik és sikeres bélyegtervező.

## Díjai
- 1970-1976 • Derkovits-ösztöndíj
- 1972 • Belkereskedelmi Minisztérium díja a Margitsziget a képzőművészetben című kiállításon
- 1977 • Országos Hadtörténeti Múzeum, II. díj
- 1979 • „Italia 2000” III. díj
- 1981 • a Művészeti Alap nívódíja
- 1999 • 46.Vásárhelyi Őszi Tárlaton jutalomdíj
- 2000 • Kereskedelmi és Hitelbank díja (BÁV Rt. Tavaszi Tárlatán)
- 2004 • Koller-díj

## Művészete
Az 1960-as, 1970-es években a posztnagybányai iskola képviselőinek műveire, a neósokéra emlékeztető tájképeket festett, erős színekkel, körvonalakkal, leegyszerűsített formákkal, majd az 1970-es évektől képeinek kompozíciója alapvetően megváltozott. Előbb szürrealisztikus elemek jelentek meg, majd az ábrázolás egyfajta valóságon túli álomvilággá alakult, ugyanakkor a képek szerkezete konstruktivista jellegűvé, feszesen szerkesztetté vált. Ebben a változásban Benedek Jenőre nem a szürrealisták, hanem azok elődjei, az olasz metafizikus festők hatottak, akik a mozdulatlanság, az állandóság megjelenítésével a dolgok lényegét, s a bennük rejlő mágiát akarták megragadni. A szokatlan környezetbe helyezett  tárgyak, a szoborszerű emberábrázolás, álomszerű, mágikus atmoszférát teremtenek. Az irányzat festői közül is leginkább Giorgio Morandi hatott rá.
Hogy írja Seneca? »Olykor nyugtalan a nyugalom«. Nos ha valami találó ifj. Benedek Jenő képeivel kapcsolatosan, akkor ez a nyugtalan nyugalom. Látszólagos mozdulatlansága, csendessége ugyanis indukál bennünk valami feszültséget, ha mást nem, a várakozás türelmetlenségét, az elmúlás elleni protestálást.
Mintha azt súgnák a festmények: létezik az átmenetiséggel szemben állandóság, a töredezettséggel szemben teljesség, a nyugtalan nyüzsgés ellenében csönd, elmélyedés. Egy másik dimenzió, amelybe átlépve az önmagunkra találás a jutalom.

## Művei (válogatás)

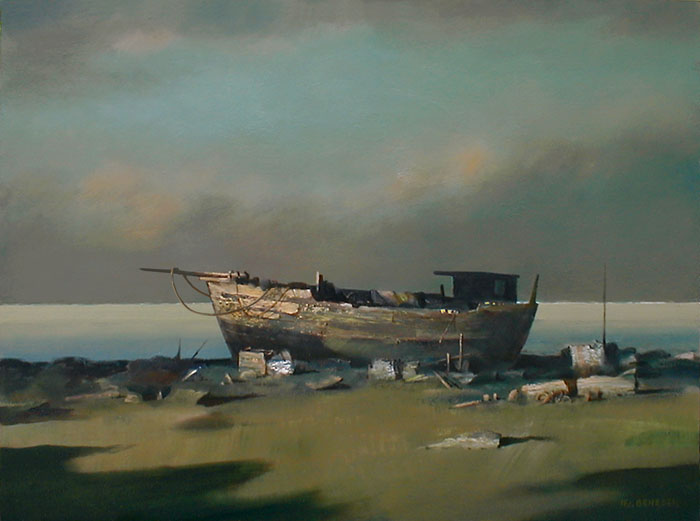
Bárka, 2002, olajfestmény, 60x80 cm

- Örök pillanat olaj, farost 80×60 cm 1988
- Elhagyott műterem
- Torony, 2002, olaj, farost, 80x60 cm
- Teknős-írás, 2002, olaj, farost, 60x80 cm
- Két bárka, 2004,  olaj, farost, 35x50 cm
- Kora reggel, 2004, olaj, farost, 60x80 cm
- Szekrény, 2004, olaj, farost, 50x35 cm
- Őszi kert, 2004, olaj, farost, 60x80 cm
- Szép emlék, 2004, olaj, farost, 80x60 cm
- Óváros, 2004, olaj, farost, 70x100 cm
- Az ég kapuja, 2004, olaj, farost, 70x100 cm
- Repülő csendélet, 2005, olaj, farost, 80x60 cm
- Vitorlás hajó, 2005, olaj, farost, 60x80 cm
- Sziklarajzok, 2005, olaj, farost, 40x60 cm
- Kis állatkert, 2005, olaj, farost, 25x35 cm
- Kerti éj, 2005,  olaj, farost, 45x38 cm

## Egyéni kiállításai
- 1974 • Aba Novák Terem, Szolnok

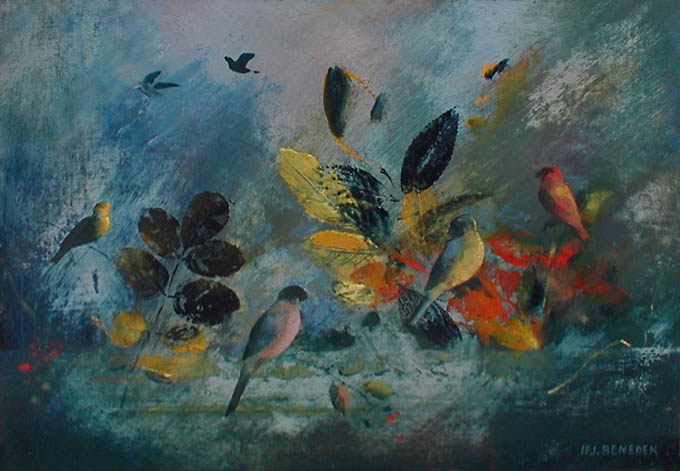
Madárkák, 2001, olajfestmény, 35x50 cm

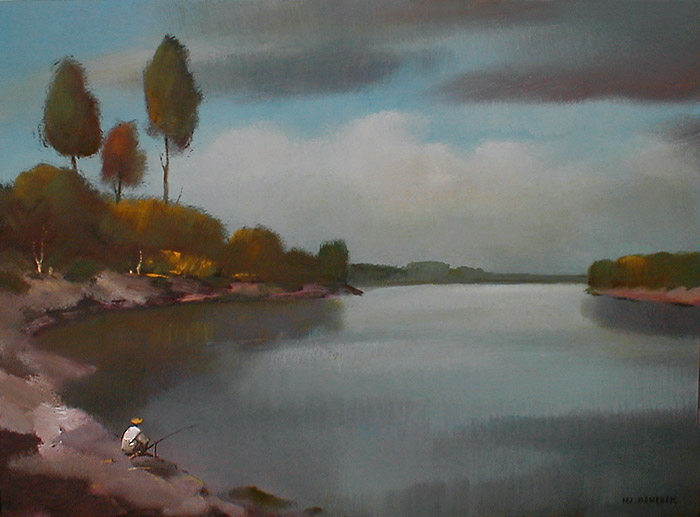
Ősszel a folyónál, Év n., olajfestmény, 60x80 cm

- 1976 • Fényes Adolf Terem, Budapest
- 1977 • Gulácsy Terem, Szeged
- 1979 • Galerie “K”, Köln
- 1981 • Csók Galéria, Budapest
- 1982 • Atelier Mensch, Hamburg
- 1983 • Ferenczy Terem, Pécs
- 1984 • Munkácsy Terem, Békéscsaba
- 1985 • Falusi Galéria, Perbál (édesapjával, id. Benedek Jenővel)
- 1985 • Galerie Eremitage, Nyugat-Berlin
- 1987 • Csók Galéria, Budapest (id. Benedek Jenővel)
- 1989 • Csók Galéria, Budapest
- 1991 • Kastély Múzeum, Szirák
- 1992 • Csontváry Galéria, Budapest (feleségével, Jánosi Katalinnal)
- 1994 • B.Á.V. Kortárs Galéria, Budapest
- 1997 • Sziget Galéria, Budapest (feleségével, Jánosi Katalinnal)
- 1997 • B.Á.V. Kortárs Galéria, Szeged
- 1997 • Koller Galéria, Budapest
- 1998 • Kert Galéria, Piliscsaba
- 1999 • Hyatt Galéria, Budapest
- 2000 • Madách Színház, Tolnay Szalon (feleségével, Jánosi Katalinnal)
- 2001 • Luca/Art, Wiesbaden
- 2001 • Pfister Galéria, Budapest (feleségével, Jánosi Katalinnal)
- 2004 • Városi Galéria, Kalocsa (feleségével, Jánosi Katalinnal)
- 2004 • Luca/Art, Wiesbaden
- 2005 • B.Á.V. Kortárs Galéria (feleségével, Jánosi Katalinnal)
- 2006 • Bernáth Aurél Galéria, Ábrahámhegy
- 2008 "hát valami operami 8." A Miskolci "Légyott" alkalmából Benedek Jenő, ifj.: Üzenet Bartóktól c. műve[2]
- 2009 • Bartók Kamaraszínház és Művészetek Háza, Aula Galéria, Dunaújváros (feleségével, Jánosi Katalinnal)
- 2010 • Uradalmi Ház, Piliscsaba

## Csoportos kiállításai

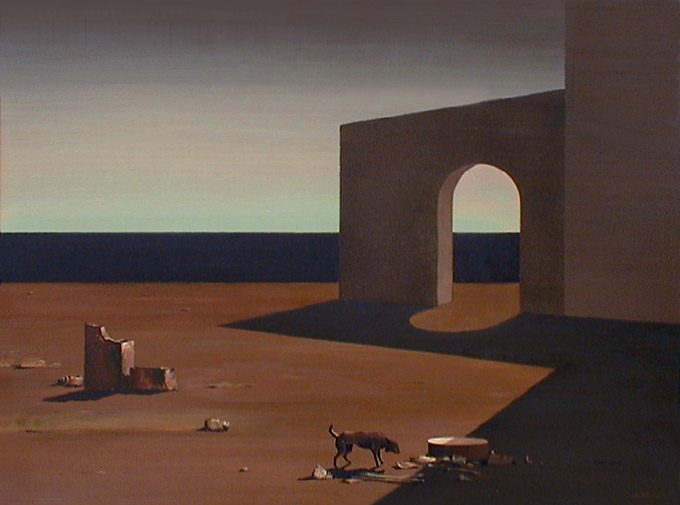
Emlékezés egy délutánra, 1978, olajfestmény, 60x80 cm

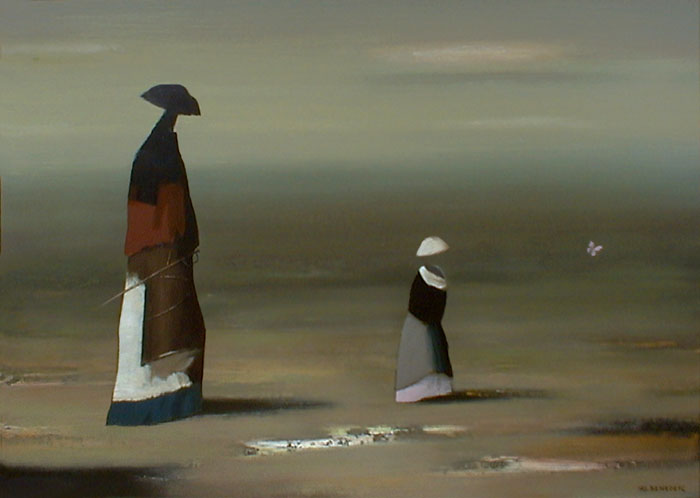
Kíséret, 1998, olajfestmény, 70x100 cm

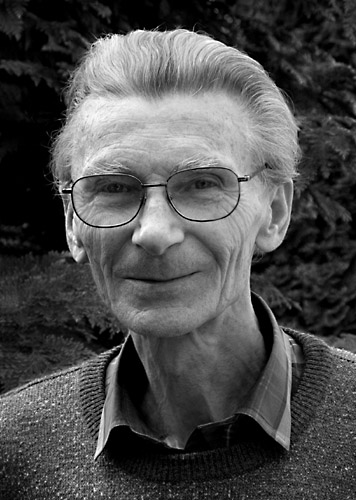
Ifjabb Benedek Jenő arcképe 2009 körül

## Művei közgyűjteményekben, középületekben

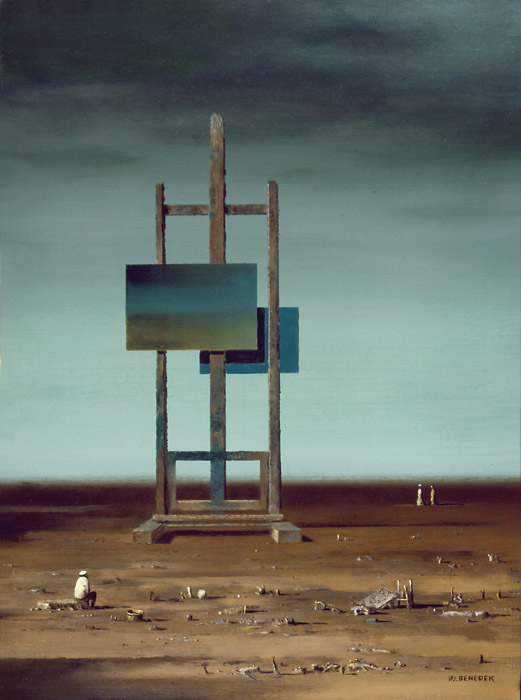
A festő, 1987, olajfestmény, 80x60 cm

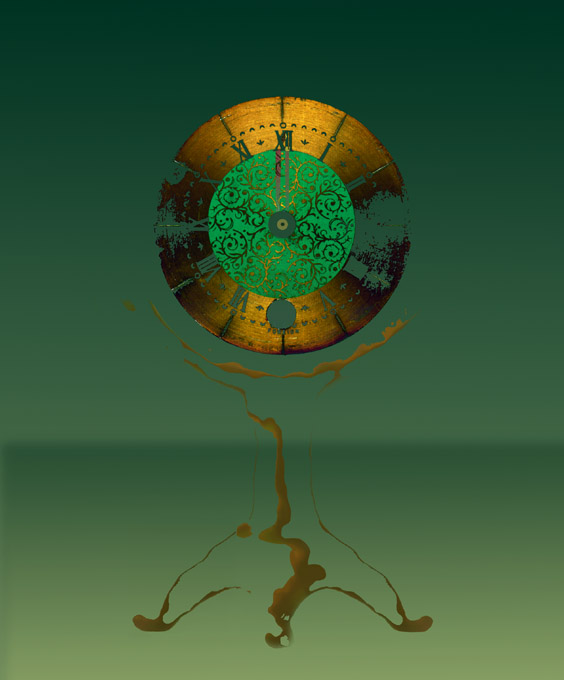
Álmodó óra, Év n., computergrafika

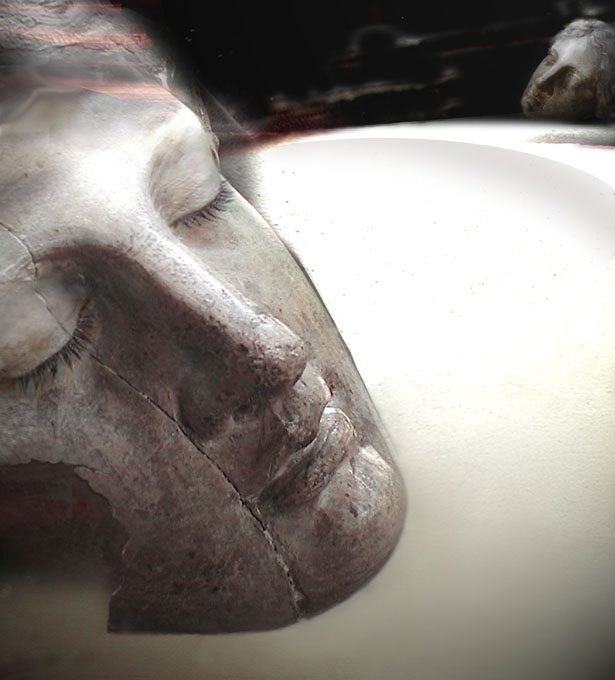
Álomban, 2004, computergrafika, 30x27 cm

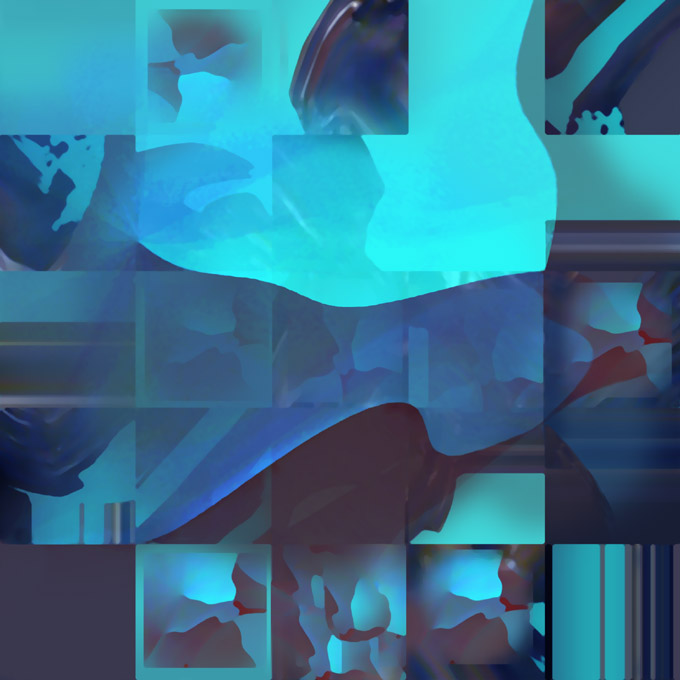
Képek és görbék, Év n., computergrafika

- Danubius Szálloda Vállalat (A régi Margit-fürdő, 1972)
- Déri Múzeum, Debrecen (Távoli vidék, 1976)
- Képzőművészeti Kivitelező Vállalat, Budapest (Lovak, 1975)
- Kereskedelmi és Hitelbank Rt, Budapest (Az út véget ér, 1995)
- M.E.T. archivum, Budapest (computer grafikák: Álomban; Szerkezet, 2004; Naptár, 2006; Kassák emlékére I.-II. 2007)
- Magyar Nemzeti Galéria, Budapest (Történelem; Táj fákkal, 1973; Csendélet, 1975; Csend van, 1976)
- Marcelland Nemzetközi Művészeti Gyüjtemény („Mail art” 2007; Renaissance, 2008)
- Móra Ferenc Múzeum, Szeged (Cím nélkül, 1978; Ablak, 1980; Tél, 1999)
- Művelődési Ház, Pásztó (Emlékek világa, 1977)
- Művelődési Minisztérium, Budapest (Ablak, 1976; Tárgyaim, 1981)
- Országos Hadtörténeti Múzeum Képtára, Budapest (Őszi gyakorlat, 1976; Gyakorlótér, 1977)
- Providencia Biztosító Rt. Székháza, Budapest (Vidéki hangulat, 1996)
- Rippl-Rónai Múzeum, Kaposvár (Műterem, 1974)
- T-Art alapítvány, Budapest (Holdkirálynő, 1991)
- Venezuelai Köztársaság Nagykövetsége, Budapest (Cím nélkül, olajfestmény, 60x80cm, 1978-1980)

## Média
- Ifj. Benedek Jenő festményei, 2019. szeptember 19. Youtube csatorna